# Бар сюр Лу
Бар сюр Лу (на френски: Le Bar-sur-Loup) е град в югоизточна Франция, част от департамента Алп Маритим на регион Прованс-Алпи-Лазурен бряг. Населението му е около 3 000 души (2015).
Разположен е на 310 метра надморска височина в подножието на Френските Предалпи, на десния бряг на река Лу и на 7 километра североизточно от центъра на Грас. Селището се споменава през 1235 година, когато графът на Прованс го дава за владение на сеньорите на Грас, и остава тяхно владение до края на XVIII век. Днес то е част от агломерацията на град Ница, а икономиката му е свързана с парфюмерийната промишленост в съседния Грас.

## Известни личности
Починали в Бар сюр Лу
- Франсис Понж (1899 – 1988), писател